# Прапор Лебедина
Пра́пор Лебеди́на — міський стяг Лебедина. Затверджений 1 серпня 1997 року Лебединською міською радою. Автор проекту О. Рудь.

## Опис
У центрі зеленого полотнища міститься герб міста Лебедин. На гербі зображений білий лебідь, під яким — сім срібних хвиль. Справа від нього — золотий колосок, зліва — золота козацька шабля в піхвах.